# بي جاي ماكي
بي جاي ماكي (بالإنجليزية: BJ McKie)‏ مواليد 7 أبريل 1977 في نورفولك، هو مدرب كرة سلة أمريكي ولاعب سابق. بدأ مسيرته الاحترافية في سنة 1999. يبلغ طوله 6 قدم 2 بوصة (1.9 م). اعتزل اللعب في 2010.

## المسيرة الاحترافية
لعب مع بي سي إم جرافيلين في الدوري الفرنسي في سنة 1999، ثم لعب مع غيسن فورتي سيكسرز في موسم 2002–2003، ثم لعب مع تي بي بي ترير في الدوري الألماني من سنة 2003 إلى 2005، ثم لعب مع يوفي كازيرتا باسكت في الدوري الإيطالي في موسم 2006–2007.

## روابط خارجية
- بي جاي ماكي على موقع كرة السلة الأوروبية.كوم (الإنجليزية)
- بي جاي ماكي على موقع كلية كرة السلة في سبورتس رفرنس.كوم (الإنجليزية)
- بي جاي ماكي على موقع ريلجم (الإنجليزية)
- بي جاي ماكي على موقع بروبوليرز (الإنجليزية)